# Hyposmocoma subscolopax
Hyposmocoma subscolopax — вид моли эндемичного гавайского рода Hyposmocoma.

## Распространение
Встречается на острове Гавайи в районе вершины Килауэа.